# دنس ران (ویرجینیای غربی)
دنس ران (به انگلیسی: Dans Run) یک منطقهٔ مسکونی در ایالات متحده آمریکا است که در شهرستان مینرال، ویرجینیای غربی واقع شده‌است.